# 苯胺高氯酸盐
苯胺高氯酸盐是苯胺和高氯酸形成的盐类，化学式为C6H5NH3ClO4。它可由饱和苯胺的水溶液和高氯酸按1:1化学计量比反应得到，其晶体属正交晶系P212121空间群。它在四氢呋喃中的pKa为7.97，在二甲基亚砜中的pKa为3.6。